# Костенко Ігор Станіславович
І́гор Станісла́вович Косте́нко (народився 2 квітня 1963, Бобровиця) — український громадський діяч і військовик, учасник війни на сході України. Старший лейтенант Збройних Сил України, заступник командира 25-го окремого мотопіхотного батальйону «Київська Русь».

## Біографія
Народився 2 квітня 1963 року у Бобровиці Чернігівської області.
Закінчив Київський інститут інженерів цивільної авіації. Після закінчення інституту працював в аеропорту «Кольцово» у російському місті Свердловську (нині Єкатеринбург), потому повернувся в Україну та поселився в Обухові Київської області. Протягом шести років працював інспектором з бойової підготовки у міліції Обухова, пізніше був директором підприємства «Обухівмлин». З 2005 по 2013 рік був директором ТзОВ «Краща доля», яке торгувало металом. З 7 лютого 2011 і до 2015 року працював директором Обхівського міського спортивного комплексу (стадіон імені Володимира Мельника).
Очолює благодійний фонд «Розвиток міста Обухів», громадську організацію «Громадська думка» та садівницьке товариство «Надія», входить до складу громадської ради при виконавчому комітеті Обухівської міської ради.
Брав участь у дострокових виборах Обухівського міського голови 18 березня 2012 року як позапартійний висуванець партії «Нова політика», проте зняв свою кандидатуру перед голосуванням.
Проживає в селі Таценки Обухівської міської ради. Станом на 2015 рік працює директором стадіону імені Володимира Мельника в Обухові, продовжує офіційно обіймати цю посаду під час служби в АТО.

## Військовий шлях
У лавах Збройних сил України з 2014 року, з червня 2014 року бере участь у бойових діях у війні на сході України як вояк 25-го окремого мотопіхотного батальйону «Київська Русь» (позивний «Піт»). Обіймав посаду командира роти, заступника командира батальйону.
У ході боїв за Дебальцеве в складі групи з 45 військовиків 25-го окремого мотопіхотного батальйону «Київська Русь» та 50 військовиків 128-ї окремої гірсько-піхотної бригади базувався на станції Рідкодуб (селище Рідкодуб Шахтарського району) за 16 кілометрів від Дебальцевого. З 1 до 8 лютого перебував в оточенні поблизу Рідкодуба, разом з більшістю складу групи вийшов із оточення в напрямку Дебальцевого й Артемівська.

## Особисте життя
Одружений, має двох синів.
Двоюрідний брат — Андрій Мовчан (1980—2014), волонтер Євромайдану з Небесної сотні (загинув 20 лютого біля готелю «Козацький» у Києві), Герой України.
Захоплення — нумізматика (колекціонує срібні монети), читання історичної літератури.

## Нагороди
За особисту мужність і героїзм, виявлені у захисті державного суверенітету та територіальної цілісності України, вірність військовій присязі
- нагороджений орденом «За мужність» III ступеня (26 лютого 2015).